# 戴爾 (阿肯色州)
戴爾（英語：Dyer）是一個位於美國阿肯色州克勞福德縣的城市。

## 地理
戴爾的座標為35°29′40″N 94°08′19″W / 35.49444°N 94.13861°W，而該地的平均海拔高度為131米（即430英尺）。

## 人口
根據2020年美國人口普查的數據，戴爾的面積為7.62平方千米，皆為陸地。當地共有人口772人，而人口密度為每平方千米101人。